# حصن الخبيب
يعد من أهم الحصون في ولاية المضيبي، وقد بني هذا الحصن في وسط محلة الخبيب الكائنة في حارة الخبيب بقرية سمد الشأن، وبناه الشيخ سعيد بن خلفان البوسعيدي في عهد السلطان سعيد بن سلطان في القرن التاسع عشر الميلادي والحصن مستطيل الشكل مبني من الحصى والصاروج، أبعاده الخارجية حوالي 28 مترا شمالا وجنوبا، 23مترا تقريبا شرقا وغربا، ويتكون الحصن من دورين، وبه برجان دائريان، وله مدخلان الأول مدخل رئيس من جهة الجنوب، والآخر فرعي من جهة الشرق.
الدور الأرضي يمكن الولوج إليه من جهة الجنوب بمدخل عرضه1.50 م وارتفاعه 2.80م، ويتكون من حوالي 12 غرفة موزعة على مساحة الحصن.
كما يشتمل الحصن على العديد من العناصر التحصينية المعروفة مثل الأبراج، والسقاطات، والمزاغل، وفتحات رمي المدافع والبنادق.